# Killing in the Name
"Killing in the Name" é o primeiro single da banda de rap metal americana Rage Against the Machine, lançado em 1992 em seu álbum de estreia Rage Against the Machine. Às vezes a música é intitulada como "Killing in the Name of", mas na verdade é "Killing in the Name".
Escrito sobre a revolta contra o racismo nos serviços de segurança, "Killing in the Name" é amplamente reconhecida como a musica símbolo da banda, e tem sido conhecida por seus riffs de guitarra distinto e uso pesado de uma linguagem forte de protesto.